# Феофил (Ионеску)
Архиепи́скоп Фео́фил Ионе́ску (рум. Arhiepiscopul Teofil Ionescu; 14 октября 1894, село Бобок, жудец Бузэу, Румыния — 9 мая 1975, Париж, Франция) — епископ Румынской православной церкви, архиепископ Центральной и Западной Европы. В 1958-1972 годы — епископ Русской православной церкви заграницей с титулом «епископ Севрский», управляющий Румынскими приходами РПЦЗ.

## Биография
В 1910 году окончил школу церковных певцов (Şcoala de cântăreţi bisericeşti) в Бузэу.
В 1915 году поступил в Тисманский монастырь, где в том же году принял монашеский постриг и посвящение во иеродиакона.
В 1918 году становится протопсалтом кафедрального собора в Бухаресте, а в 1921 году рукоположён в сан священника. Назначен ректором Патриаршей певческой школы и помощником настоятеля Патриаршего собора в Бухаресте.
В 1925 году основал и возглавил Православную миссионерскую ассофиацию им. Патриарха Мирона, выпускал церковный журнал «Cuvânt bun» (Доброе слово). Он также основал дом для престарелых и столовую для бедных.
В 1928 году окончил Свято-Нифонтовскую митрополичью семинаврию в Бухаресте с степенью лиценциата богословия за диссертацию «Жизнь и творчество митрополита Киевского Петра Могилы» (Viaţa şi opera Mitropolitului Petru Movilă al Kievului).
В 1938 году Патриархом Митроном назначен настоятелем Румынского храма Святых Архангелов в Париже. Получил докторскую степень на факультете протестантской теологии в Париже.
В 1942 году награждён саном архимандрита-митрофора, редкого отличия в Румынской Церкви.
В 1945 году коммунистические власти, получившие контроль на Церковью в Румынии принудили удалить архимандрита Феофила с должности священника в парижском приходе. Он переехал в США и стал священником в Румынской Церкви Святого Симеона в Детройте. Он был избран председателем Епархиального совета. В то время правящий архиерей Румынской епархии в Америке епископ Поликарп (Морушка) не смог вернуться в свою епархию из Румынии из за запрета властей страны на выезд.
В 1946 году митрополит Румынской православной церкви Виссарион (Пую) был заочно приговорён румынскими властями к смертной казни. Приход Святых Архангелов в Париже стал место притяжения для румынских беженцев, и именно его митрополит Виссарион сделал кафедрой Румынской Православной епархии Западной Европы. Усилия коммунистических властей подчинить себе приход Святых Архангелов в Париже подтолкнули верующих разорвать канонические отношения с Румынским Патриархатом. Впоследствии епархия на правах автономии вошла в РПЦЗ с сохранением нового стиля, который действовал в Румынской церкви с 1925 года.
В 1954 году престарелый митрополит Виссарион выбрал архимандрита Феофила своим преемником, и 26 декабря 1954 года в церкви Святителя Николая в Версале хиротонисан во епископа. Хиротонию совершили: митрополит Виссарион (Пую), архиепископ Иоанн (Максимович) и епископ Нафанаил (Львов). Епископ Феофил получил титул «Севрский» (Severineanul на румынском языке), по названию город Севр, одного из пригородов Парижа. Несмотря на это, на фоне запутанной ситуации румынской диаспоры вскоре уехал в Америку, не признавая каноничность епископа Валериана (Трифы), которого он называл раскольником и самосвятом. Тем, не менее добиться какой либо значительной поддержки в Новом Свете он не смог (его признали своим епископом всего несколько приходов), что понудило его вернуться в Европу.
1 апреля 1958 года митрополит Виссарион объявил о роспуске своей епархии, объявив что не желает прикрывать именем Церкви политические интересы членов его паствы, и ушёл на покой в деревню Вьель-Мезон. В этой ситуации в июне того же года православные румыны в Париже позвали епископа Феофила назад. 11 июня 1958 года Архиерейский Синод РПЦЗ принял епископа Феофила и его приходы в качестве самостоятельной епархии вплоть до освобождения Румынской Церкви от коммунистов. Епископ Феофил должен был поминать на богослужениях митрополита Анастасия, становился полноправным членом РПЦЗ. При этом ему не вменялось в обязанность участвовать в Соборах РПЦЗ, если они созывались для решения исключительно русских национальных вопросов.
Пытался переподчинить себе румынские православные приходы в Германии, находившиеся на тот момент в ведении Константинопольского Патриархата.
22 декабря 1960 года в Детройте совместно с архиепископом Чикагским Серафимом (Ивановым) совершил хиротонию архимандрита Акакия (Паппаса) во епископа Талантийского, восстановив таким образом иерархию для Истинно-православной церкви Греции (Синод Хризостома).
В 1964 году после смерти митрополита Виссариона (Пую) переехал в Париж.
27 февраля 1970 года совместно с епископом Бруклинским Досифеем (Иванченко) и епископом Албанской православной церкви в Америке Христофором (Раду) совершил неканоническую хиротонию во епископа Василупольского Панкратия (Вриониса), запрещённого в священнослужении клирика Американской архиепископии Константинопольского патриархата. Впрочем эти данные основаны на утверждении лишь самого Панкратия и документально не подтверждены. К тому же все три этих епископа были уже мертвы, когда Панкратий назвал их имена.
В ходе конференции академического общества Дако-Румынии, 6 декабря 1970 года, епископ Феофил помянул имя Папы Римского Павла VI и румынского греко-католического епископа Василия Кристя, присутствовавшего на литургии, во время Великого входа. Он также помянул среди почивших умершего румынского греко-католического епископа Клуж-Герлинского Иулия Хоссу. Когда первоиерарх РПЦЗ митрополит Филарет (Вознесенский) потребовал объяснений, епископ Феофила пытался оправдать свои действия, утверждая, что он сделал это «во имя экуменизма и в рамках борьбы против патриархов Московского и Бухарестского, которые приняли точку зрения безбожного и даже преступного режима, в том, что они увековечили убийства и гонения против Греко-католической церкви Румынии, под ложным предлогом содействия их интеграции в Православную Церковь».
17 января 1972 года подал прошение Патриарху Румынскому Юстиниану, на предмет принятия его в клир Румынской православной церкви. 10 марта того же года прошение было удовлетворено. Данное решение было подтверждено постановлением Священного Синода Румынской Православной Церкви от 28 апреля 1972 года
8 мая 1972 года епископ Феофил отправился в католический монастырь в Шеветони, чтобы поприветствовать находящегося в зале Патриарха Юстиниана, а на следующий день написал в свою епархию, что он «отныне, спустя годы и годы блуждания, снова в лоне Материнской церкви». Совет его бывшего кафедрального собора уведомил епископа Феофила, что они «больше не зависят от него», а 21 мая того же года митрополит Филарет приехал из Нью-Йорка, чтобы совершить Литургию, и объявить, что он «принял епархию и все её приходы в своё прямое управление».
Будучи полностью отрезанным от румынской эмиграции в Париже, Феофил в разговоре с одним из своих бывших священников, признался, что он совершил серьёзную ошибку, уйдя из Русской Зарубежной Церкви, а в дальнейшем, сказал, что он стал заложником Секуритате.
12 декабря 1974 года решением Священного Синода Румынской православной церкви Православная румынская епископия Западной Европы была повышена до статуса архиепископии и получила название «Румынская православная архиепископия Центральной и Западной Европы», в связи с чем епископ Феофил был возведён в сан архиепископа.
Скончался 9 мая 1975 года в Париже. Был похоронен на кладбище Монпарнас в Париже.